# Tarrafal (Concelho)
Tarrafal ist ein Distrikt (concelho) auf der Insel Santiago im Süden der Kapverdischen Inseln. Der Hauptort des Distrikts ist Tarrafal mit knapp 13.000 Einwohnern (2021).

## Geografie
Der Distrikt Tarrafal befindet sich im nördlichen Teil der Insel Santiago. 

## Geschichte
Der Distrikt wurde 1917 gegründet, als zwei nördliche Gemeinden des älteren Distrikt Santa Catarina abgetrennt wurden, um den Distrikt Tarrafal zu bilden. Im Jahr 1997 wurde der südöstliche Teil abgetrennt und zum Distrikt São Miguel umgewandelt. Unter Salazar wurde in der Ebene südlich des Ortes Chão Bom das Konzentrationslager Tarrafal errichtet, um Gegner des Regimes zu inhaftieren.

## Gliederung
Die Gemeinde besteht aus einer Freguesia (Gemeinde):
- Santo Amaro Abade

## Einwohner
| Jahr | Einwohner |
| ---- | --------- |
| 1990 | 017.792   |
| 2010 | 018.565   |
| 2021 | 016.620   |